# Bioton
Bioton S.A. – polskie przedsiębiorstwo biotechnologiczne zajmujące się produkcją leków. Założone zostało 24 sierpnia 1989 r.
Od 2 sierpnia 2004 spółka akcyjna, od 16 marca 2005 r. notowana na Giełdzie Papierów Wartościowych w Warszawie. Wchodziła w skład indeksu WIG20, grupującego akcje 20 największych spółek notowanych na GPW. W latach 2010–2013 w składzie do indeksu mWIG40.
Bioton zajmuje się biotechnologią, produkuje rekombinowaną insulinę ludzką i jej formy farmaceutyczne.
W radzie nadzorczej spółki zasiadali między innymi Wiesław Walendziak, gen. Sławomir Petelicki czy Wojciech Brochwicz.